# 阿尔韦塞·皮萨尼

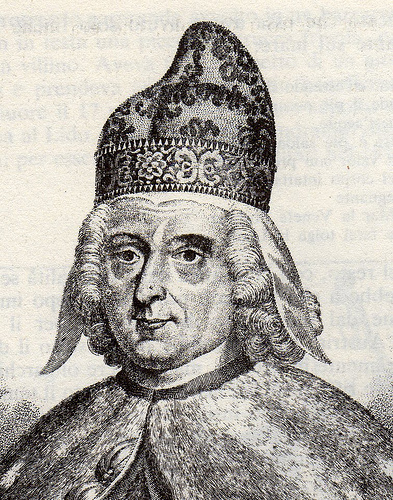
Alvise Pisani

阿尔韦塞·皮萨尼 (義大利語：Alvise Pisani; 1664.01.01 – 1741.06.17) 是威尼斯共和国贵族、第114任威尼斯总督。在当选总督前，他是职业外交官，曾任威尼斯驻法国、奥地利、西班牙大使。他的继任者是彼得罗·格里曼尼。他与艾莲娜·巴多埃洛结婚。